# Cena in Emmaus (Pontormo)

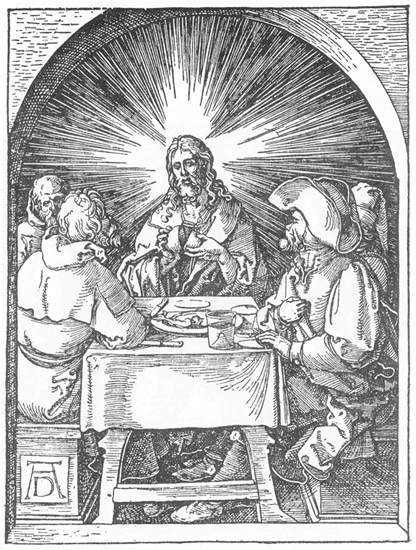
Dürer, Cena in Emmaus, 1511

La Cena in Emmaus è un dipinto a olio su tela (230x173 cm) di Pontormo, firmato e datato 1525 e conservato negli Uffizi di Firenze.
La luce che rivela i particolari dall'oscurità, il realismo esasperato e l'atmosfera sospesa e bloccata dell'istante rappresentato, ne fanno un importante precedente per l'arte di Caravaggio, Velázquez e Francisco de Zurbarán. 

## Storia
L'opera era destinata al refettorio della foresteria o alla dispensa della Certosa del Galluzzo, vicino a Firenze, per questo conteneva un tema particolarmente appropriato per il luogo in cui si accoglievano e rifocillavano gli ospiti. Qui si era infatti rifugiato il pittore stesso nel 1523, per scampare alla peste, vivendo la vita dei monaci, silenziosa e solitaria, particolarmente adatta al suo carattere introverso. L'opera è una delle pochissime firmate e datate dell'artista, su un cartiglio abbandonato sul pavimento in primo piano.
Del dipinto esistono diversi disegni preparatori, al British Museum di Londra (1936-10-10-10), al Gabinetto dei Disegni e delle Stampe a Firenze (n. 6656F r e v) e alla Staatliche Graphishe Sammlungen di Monaco (nn. 14043 r e v, 14042 r e v).
Se Vasari criticò amaramente la "maniera tedesca" degli affreschi nel chiostro della Certosa, immediatamente precedenti alla tela, per la Cena in Emmaus espresse invece una grande ammirazione.

## Descrizione e stile
L'episodio proviene dal Vangelo di Luca, quando Cristo risorto appare a due suoi discepoli che inizialmente non lo riconoscono e lo invitano a cenare con loro. A tavola però, nel gesto di benedire, spezzare il pane e distribuirlo, essi lo riconoscono: «gli occhi dei due discepoli si aprirono e riconobbero Gesù, ma lui sparì dalla loro vista».
Lo spunto per la composizione deriva da un'incisione di Dürer nella serie della Piccola Passione (1511), compresi dettagli come la posa di Cristo o la foggia dell'ampio tricorno del discepolo a destra.
Pontormo rappresentò l'attimo della benedizione del pane, in un ambiente scuro con al centro la tavola imbandita, dall'orizzonte particolarmente alto, che crea un effetto incombente sullo spettatore. Gesù è posto frontalmente, girato verso lo spettatore, e i due discepoli sono ai lati, uno di profilo e uno a profil perdu, alla base di un'ipotetica piramide compositiva. Se uno, Luca, è intento a versare il vino dalla brocca al bicchiere, l'altro, Cleofa, a destra, sospende il taglio della pagnotta col coltello e si rivolge a Gesù, nell'istante della rivelazione che inizia a palesarsi e che lui sembra iniziare lentamente a capire.
Lo schema, simmetrico e organizzato attorno al gesto di benedizione di Gesù, si diffonderà nella pittura successiva. Chiara appare infatti la relazione tra il gesto benedicente e il pane, entrambi sull'asse del dipinto, rendendo pienamente comprensibile l'evento.
In alto si manifesta il cerchio luminoso con il triangolo e l'occhio, un'allusione alla Trinità e un riferimento alla natura divina di Gesù risorto. Questo dettaglio, che appare entro una toppa, venne ridipinto probabilmente dall'Empoli (autore di una copia ancora oggi alla Certosa in cui il dettaglio appunto compare), per celare il volto trifronte vietato dalla Controriforma.

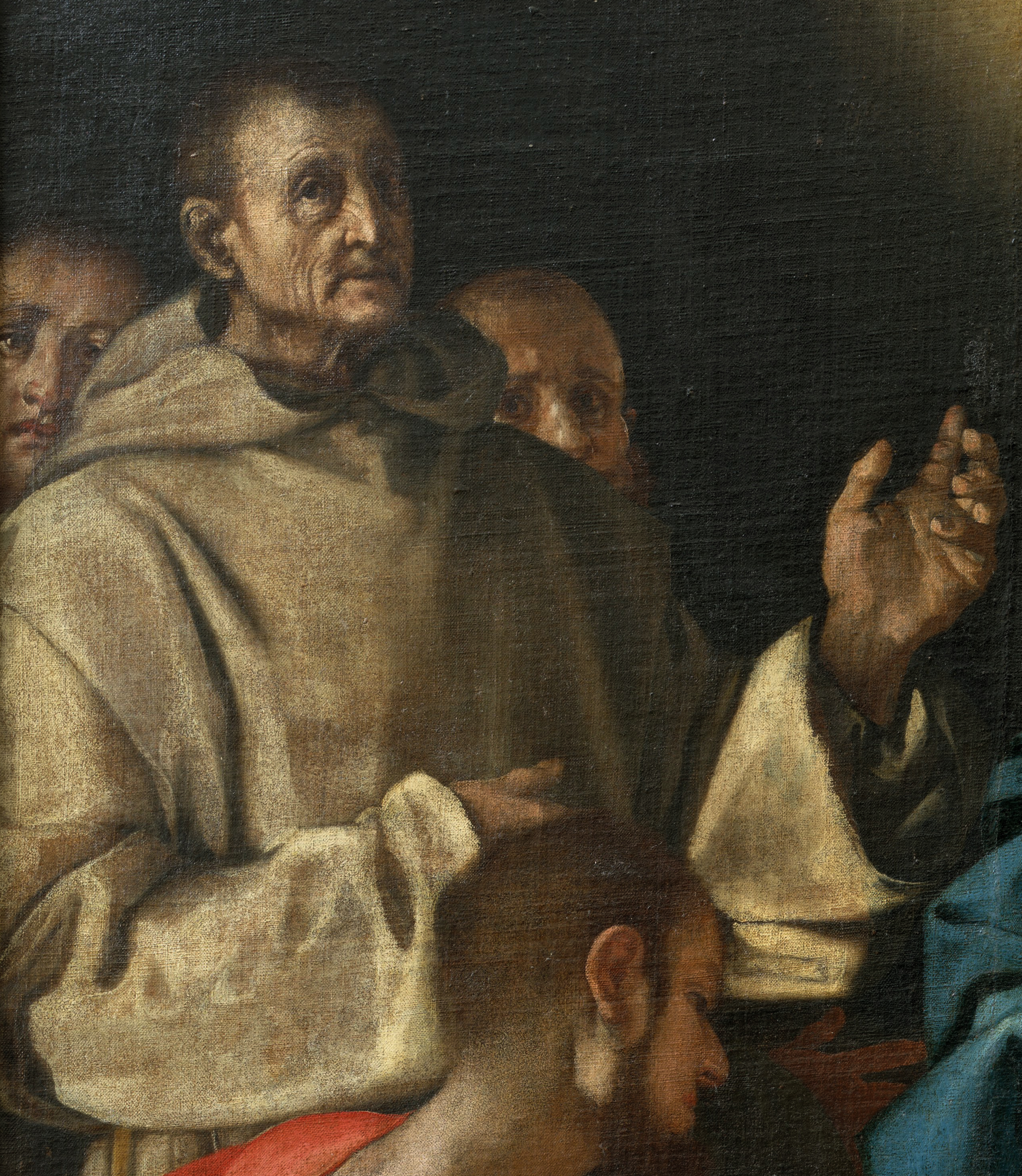
Leonardo Buonafede

Ai lati si manifestano, come apparizioni di ectoplasmi, cinque monaci certosini contemporanei dell'artista, sicuramente ritratti dal vero, con i loro sai bianchi e l'espressività forte, che ora guardano verso lo spettatore, ora verso elementi della scena, bilanciando la composizione. Quello in primo piano a sinistra è Leonardo Buonafede, allora priore della certosa e già committente, insoddisfatto, della Pala dello Spedalingo di Rosso Fiorentino, oggi nella stessa sala del museo. Il Buonafede è ritratto mentre solleva la mano sinistra, riecheggiando il gesto benedicente di Cristo ed ha un'espressione di intensa spiritualità, riecheggiata anche dal monaco sul lato opposto. Gli altri che si affacciano dallo sfondo, invece, appaiono più inquieti e dubbiosi.
Dalla cultura figurativa nordica proviene l'estrema aderenza alla realtà quotidiana, con una sensibilità che anticipa la pittura realista del Seicento. La distanza tra evento raffigurato e spettatore appare estremamente assottigliata tramite il contatto vicino con i personaggi e con la loro fisicità, nel realismo quasi brutale dei volti, delle mani e dei grandi piedi sotto il tavolo. Ciò appare chiaro anche negli oggetti quotidiani, finemente qualificati nella loro consistenza materica: il lino della tovaglia, le stoviglie di metallo lucido, i bicchieri e le bottiglie in vetro trasparente. In basso si assiepano un cane e due gatti, in parte tagliati fuori dalla rappresentazione. La luce ha un ruolo fondamentale, con forti contrasti rispetto alle zone in ombra, e sembra avere il ruolo di rendere l'effetto di un'accensione improvvisa, legato al lampo di verità che sta per essere colto.
Tipici della migliore produzione di Pontormo sono i raffinatissimi effetti cromatici, soprattutto nei panneggi, che creano ampie macchie di colori dalle tonalità insolite, un po' spente, con effetti cangianti.